# Thermocyclops parvus
Thermocyclops parvus là một loài động vật giáp xác Copepoda thuộc họ Cyclopidae. Đây là loài đặc hữu của Hoa Kỳ. Môi trường sống tự nhiên của chúng là đầm lầy.